# Komárom

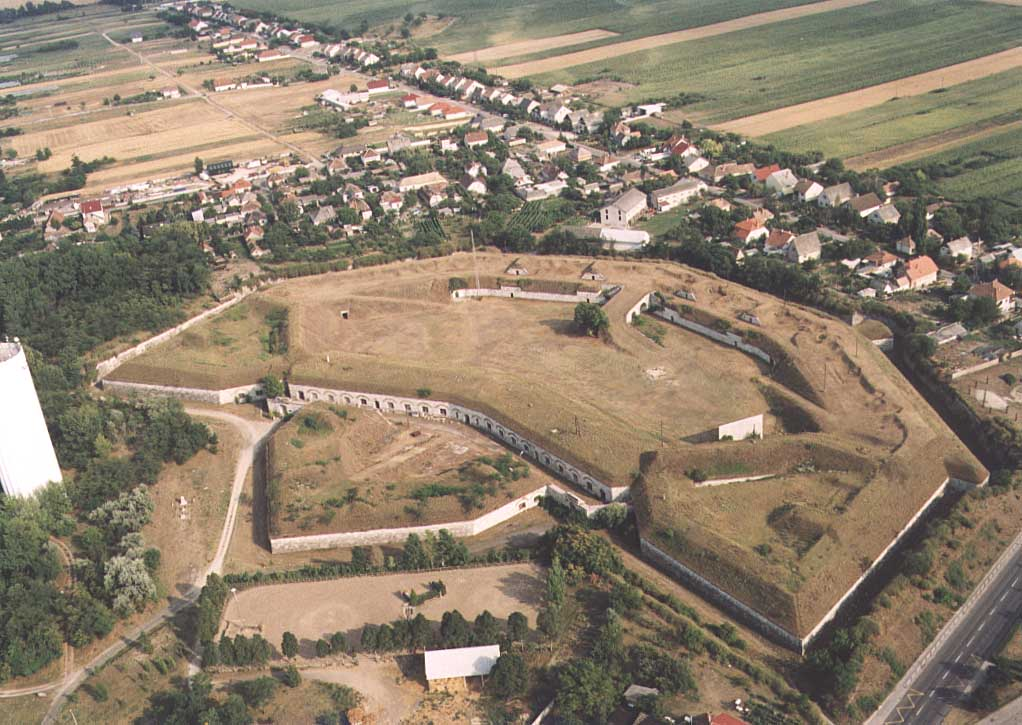
Komároms fästning.

Komárom (tyska: Komorn) är en stad i norra Ungern. Staden ligger i provinsen Komárom-Esztergom och hade år 2020 totalt 19 600 invånare.